# Natalie Portman
Vous lisez un « bon article » labellisé en 2010.
Pour les articles homonymes, voir Portman.
Natalie Hershlag, dite Natalie Portman (/ˈnætəli ˈpɔɹtmən/), est une actrice, productrice et réalisatrice israélo-américaine, née le 9 juin 1981 à Jérusalem.
Elle fait ses débuts au cinéma en 1993, à l'âge de 12 ans, en tournant dans le film Léon de Luc Besson, aux côtés de Jean Reno, puis dans Heat avec Al Pacino. Sa notoriété internationale s'accroît en 1999, lors de la sortie de Star Wars, épisode I : La Menace fantôme dans lequel elle joue Padmé Amidala aux côtés de Liam Neeson et Ewan McGregor. Elle reprend ce rôle dans les épisodes II et III, sortis respectivement en 2002 et 2005.
Natalie Portman alterne des rôles dans des blockbusters hollywoodiens avec des rôles dramatiques, ces derniers lui valant d'être reconnue pour la justesse de son jeu. Elle tourne avec de célèbres réalisateurs comme Woody Allen (Tout le monde dit I love you), Michael Mann (Heat), Tim Burton (Mars Attacks!), Miloš Forman (Les Fantômes de Goya), ou encore Darren Aronofsky (Black Swan).
En 2005, elle obtient le Golden Globe de la meilleure actrice dans un second rôle pour sa prestation dans Closer, entre adultes consentants de Mike Nichols ; ce rôle lui vaut également une nomination aux Oscars. Elle est récompensée par le Saturn Award de la meilleure actrice en 2007 pour son rôle dans V pour Vendetta. En 2011, sa prestation dans Black Swan lui permet de remporter un deuxième Golden Globe en 2011, celui de la meilleure actrice de film dramatique, et l'Oscar de la meilleure actrice.

## Biographie

### Enfance
Natalie Portman naît sous le nom d'état civil de Natalie Hershlag,, (en hébreu : נטלי הרשלג) le 9 juin 1981 à Jérusalem. Elle est l’enfant unique de Shelley Stevens, une femme au foyer américaine, et d'Avner Hershlag, un médecin israélien spécialiste de l’infertilité. Son grand-père paternel était à la tête du mouvement de la jeunesse juive en Pologne et sa grand-mère paternelle est née en Roumanie. Ses arrière-grands-parents paternels ont été assassinés à Auschwitz ; son arrière-grand-mère paternelle était espionne pour le Royaume-Uni. Enfin, ses arrière-grands-parents maternels viennent de Russie et d’Autriche,.
Sa famille quitte Israël alors qu’elle a 3 ans, pour s’installer dans le Maryland, aux États-Unis, car Avner Hershlag souhaite y continuer sa formation. Ils déménagent trois ans plus tard à New Haven quand son père termine sa résidence et doit commencer ses études postdoctorales. Ils déménagent de nouveau, cette fois, là où son père obtient un poste de médecin : à Long Island dans l’État de New York ; Natalie Portman a alors 9 ans. Elle fréquente alors une école juive dispensant des cours à la fois religieux et laïcs jusqu’à l’âge de 13 ans, puis étudie à la Syosset High School. Natalie Portman, qui parle déjà couramment anglais et hébreu, y apprend le français et le japonais.
La famille de Natalie Portman est très intéressée par la culture et l’art. La jeune fille passe ainsi beaucoup de temps au cinéma, au théâtre, à des opéras ainsi que dans des musées. Dès l'âge de 4 ans et jusqu’à ses 12 ans, elle prend en outre des cours de danse moderne plusieurs fois par semaine.

### Carrière

#### Débuts précoces (1994-1998)

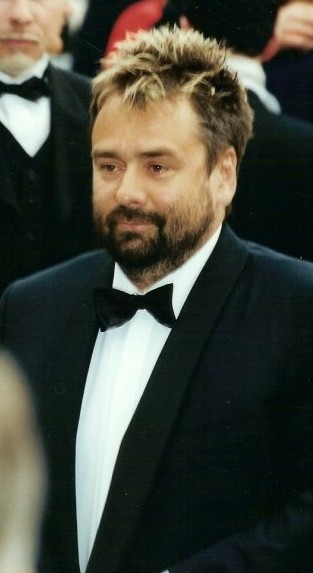
Luc Besson (ici au Festival de Cannes en 2000) a permis de lancer la carrière de Natalie Portman en lui confiant le rôle de Mathilda dans Léon.

Natalie Portman est repérée à l'âge de 10 ans dans une pizzeria : un agent de la marque Revlon souhaite la recruter pour une campagne publicitaire. Cependant, plutôt que mannequin, elle explique qu'elle aimerait être actrice et les agents de la marque lui permettent alors de trouver diverses auditions et d'y participer. Elle explique dans une entrevue : « J'étais différente des autres enfants. J'étais plus ambitieuse. Je savais ce que j'aimais et ce que je voulais et je travaillais très dur. J'étais une enfant très sérieuse. »
Natalie Portman obtient son premier rôle au cinéma en 1994 avec Léon de Luc Besson. Elle a 13 ans lors de la sortie du film (12 ans lors du tournage). Elle joue Mathilda aux côtés de Jean Reno qui interprète le rôle principal. Nathalie joue une enfant qui se lie d'amitié avec un tueur à gages et cherche à venger la mort de son petit frère. Peu après avoir obtenu le rôle, elle prend le nom de jeune fille de sa grand-mère maternelle, « Portman », comme nom de scène, pour protéger sa vie privée et celle de ses parents (même si dans la version director's cut du film sortie en DVD, elle est citée en tant que Natalie Hershlag). Ses parents sont très protecteurs lors du tournage et négocient certains aspects du film avec Luc Besson, notamment le nombre de cigarettes qu’elle tient au cours du film ou encore la sexualité sous-entendue de certaines scènes. Le film est un succès populaire en France et aux États-Unis, ce qui lance sa carrière.
La même année, on peut la voir dans le court métrage Developing, diffusé sur la chaîne de télévision SundanceTV uniquement.
En 1995 sort Heat — Natalie Portman y joue la belle-fille de Vincent Hanna (Al Pacino) — et en 1996, Beautiful Girls dans lequel elle tient le rôle de Marty, une jeune fille particulièrement mûre, dont Willy Conway (Timothy Hutton) a l’impression de tomber amoureux.
Elle tourne en 1997 avec Woody Allen dans Tout le monde dit I love you et sous la direction de Tim Burton dans Mars Attacks!, où elle incarne la fille du président (Jack Nicholson). Toujours en 1997, elle se retire au profit de Scarlett Johansson de la distribution du film L'homme qui murmurait à l'oreille des chevaux de Robert Redford, pour interpréter Anne Frank dans l'adaptation théâtrale du Journal d'Anne Frank. Elle avait découvert le livre pendant le tournage de Léon, lors d'un voyage à Amsterdam. Elle explique que jouer cette pièce tous les jours sur une longue période est quelque chose de fort, ses arrière-grands-parents étant morts à Auschwitz et étant elle-même juive. Elle est également le premier choix pour tenir le rôle de Juliette dans la pièce de William Shakespeare Roméo et Juliette, mais les producteurs l'estiment trop jeune.
Natalie Portman termine ses études à la Syosset High School en 1999. Le travail de recherche qu'elle y réalise en 1998 lui permet d'être finaliste avec son équipe au Intel Science Talent Search.

#### Accélération de sa notoriété (1999-2003)

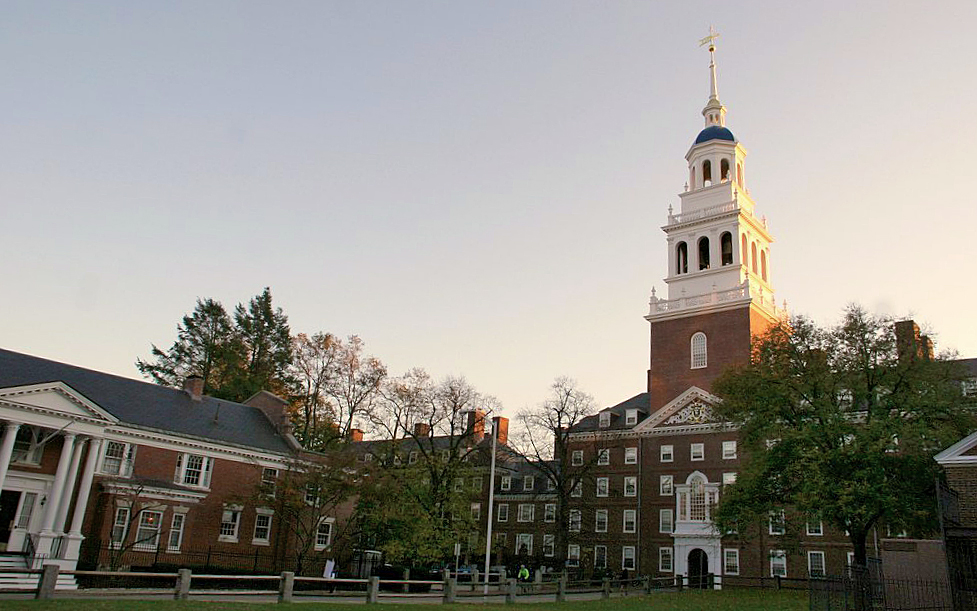
Pendant ses études à l’Université Harvard, Natalie Portman réside à la Maison Lowell.

Après le secondaire, Natalie Portman poursuit des études supérieures en psychologie et entre à l’université Harvard en septembre 1999. Elle est résidente à la maison Lowell, une des douze résidences pour les étudiants de la première à la troisième année. C’est la première fois qu’elle se retrouve si loin de ses parents ; c’est une expérience libératrice pour elle mais elle se sent peu autonome, contrairement à ses camarades de chambre.
À la fin des années 1990, elle obtient le rôle de Padmé Amidala dans la pré-trilogie Star Wars. Elle n’avait jamais vu aucun des trois premiers films, mais elle s’est dite impressionnée par le niveau d’imagination et de fantastique présents dans la saga. Elle a seize ans lors du tournage du premier épisode Star Wars, épisode I : La Menace fantôme. Et comme le film se tourne à Londres et en Tunisie, elle obtient du réalisateur George Lucas d’avoir ses amies avec elle pour ne pas se sentir seule. Le film est un succès commercial et permet à l’actrice d’accéder à la notoriété internationale. Selon le webzine Dvdrama, elle « confère une réelle dimension tragique au personnage » et est « l’un des rares [personnage] à apporter profondeur et émotion » au film ; elle dit cependant dans une entrevue avoir reçu un bon nombre de critiques négatives pour son rôle dans la saga.
Natalie Portman se voit proposer un des rôles principaux dans la comédie dramatique Ma mère, moi et ma mère, mais elle commence par le refuser en apprenant qu’il implique une scène sexuelle. Cependant, sa partenaire Susan Sarandon insiste auprès du réalisateur Wayne Wang pour obtenir une réécriture du script. On lui montre donc une nouvelle ébauche et elle rejoint le projet. Le film sort fin 1999 ; à la suite de ce film, elle est sélectionnée pour le Golden Globe de la meilleure actrice dans un rôle secondaire pour ce rôle. La critique Mary Elizabeth Williams du webzine Salon.com, qualifie Natalie Portman de « stupéfiante » et précise que « contrairement à d’autres actrices de son âge, elle n’est ni trop pleurnicharde, ni trop insensible, ».
Elle continue ses études à l’Université Harvard et doit par conséquent tourner Star Wars, épisode II : L’Attaque des clones pendant les vacances d’été, de juin à septembre 2000. Le tournage se déroule à Sydney et la production supplémentaire à Londres. En juillet 2001, elle tient le rôle de Nina dans la production du Public Theater de New York de la pièce d'Anton Tchekhov, La Mouette, réalisée par Mike Nichols, au côté de Meryl Streep, Kevin Kline et Philip Seymour Hoffman. La pièce se joue au Delacorte Theater dans Central Park.
En 2002, pendant ses études, elle rédige une lettre au journal universitaire The Harvard Crimson, en réponse à un essai anti-israélien. Elle est également l’assistante de Stephen Kosslyn dans son laboratoire de recherche en neuropsychologie. Elle participe dans ce cadre à une étude sur le développement de la capacité des nourrissons à comprendre qu’un objet ne disparaît pas du monde s’il se retrouve hors de vue,.

#### Rôles adultes (2004-2005)

L'actrice sur le tournage du film indépendant Free Zone d’Amos Gitaï (en 2005).

Natalie Portman a également un rôle secondaire dans le mélodrame Retour à Cold Mountain avec Jude Law et Nicole Kidman sorti en 2004. Elle obtient en juin 2003 un premier cycle universitaire validant ses quatre années d’études à Harvard. Elle retourne ensuite un semestre en Israël à l’Université hébraïque de Jérusalem où elle étudie l’arabe, l’hébreu, l’histoire d’Israël, l’histoire de l’islam et l’anthropologie de la violence.
Natalie obtient ses premières récompenses majeures en 2005 grâce à son rôle d’Alice dans Closer, entre adultes consentants : elle gagne le Golden Globe de la meilleure actrice dans un second rôle et est nommée pour l’Oscar de la meilleure actrice dans un second rôle. Elle tourne ensuite, juste après ses examens finaux à Harvard, la comédie dramatique Garden State réalisée par Zach Braff. Le film est sur les écrans en 2004 aux États-Unis et en 2005 en France.
Après ces deux films indépendants, elle retourne au film à gros budget avec le dernier épisode de la prélogie Star Wars, Star Wars, épisode III : La Revanche des Sith, sorti le 18 mai 2005. Le film réalise alors la meilleure recette de l’année avec près de 850 millions de dollars.
Toujours en 2005, elle tourne le drame indépendant Free Zone d’Amos Gitaï racontant la rencontre entre une jeune américaine sortant d’une rupture, une Israélienne (jouée par Hana Laszlo) et une Palestinienne (jouée par Hiam Abbass). Elle enchaîne ensuite avec le drame historique Les Fantômes de Goya, de Miloš Forman, dont elle partage l'affiche avec Javier Bardem. Ce dernier la choisit car il trouve qu’elle ressemble à une toile de Goya.
Mais c'est l'année suivante qu'elle est propulsée pour la première fois tête d'affiche d'un projet hollywoodien : le blockbuster de science-fiction V pour Vendetta.

#### Tête d'affiche (2006-2009)

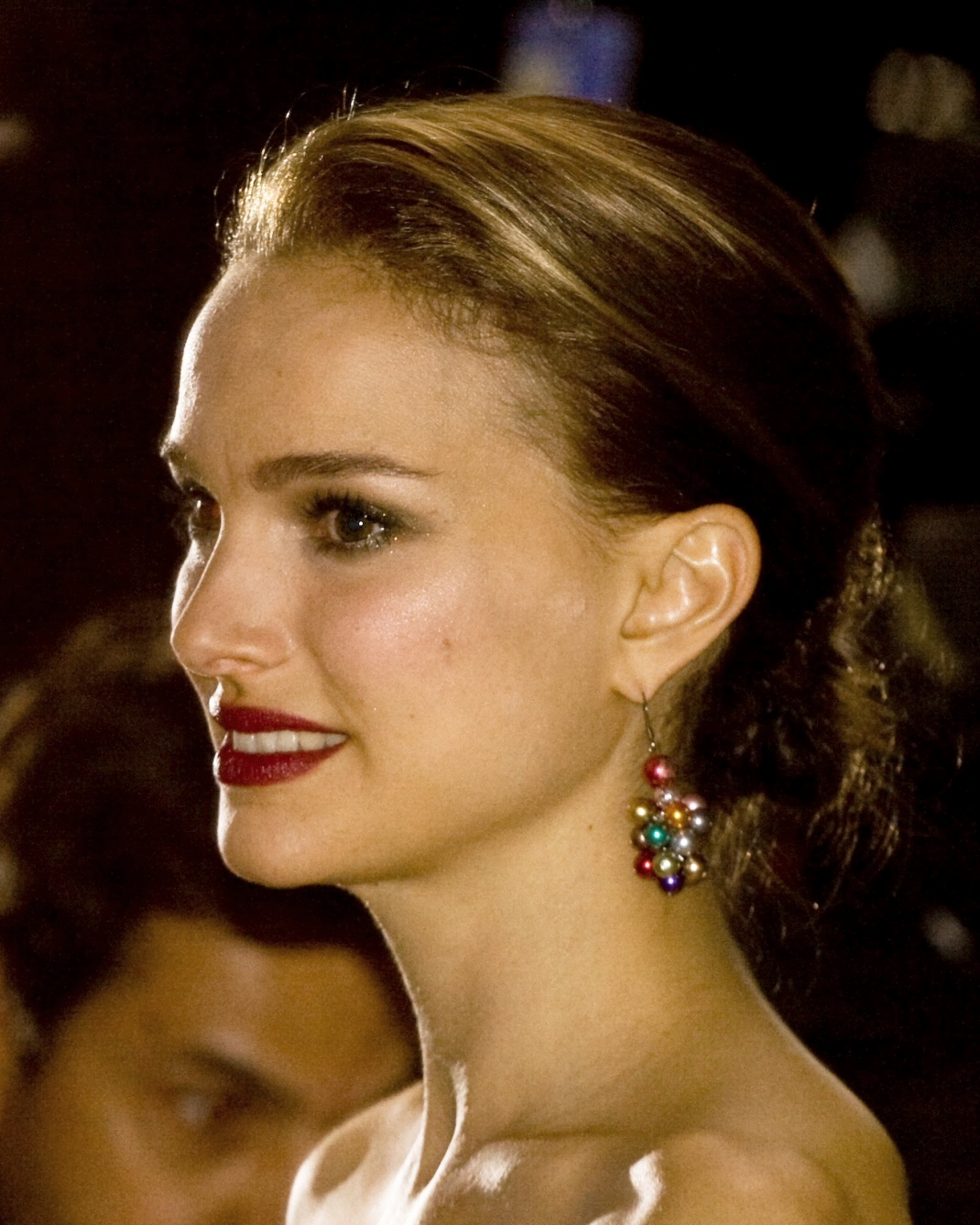
L'actrice au TIFF 2009, pour la présentation de Un hiver à Central Park.

Dans ce film réalisé par James McTeigue et scénarisé par les Wachowski, d’après le roman graphique d’Alan Moore, Natalie Portman tient le rôle d’Evey Hammond, une jeune femme sauvée de la police secrète par le personnage principal, V, et qu’elle va aider à réaliser ses plans. Elle s’entraîne avec un coach vocal, apprenant à parler avec l’accent anglais et se rase la tête pour le rôle. Elle gagne pour sa prestation le Saturn Awards de la meilleure actrice. Natalie Portman commente ainsi le caractère politique de son personnage, qui rejoint un groupuscule antigouvernemental : il est « souvent mauvais et fait des choses que vous n’aimez pas » ; « venir d’Israël était une des raisons qui faisait que je voulais faire ça parce que le terrorisme et la violence sont vraiment des sujets de conversation quotidiens depuis que je suis petite ». Elle dit que le film « ne fait pas clairement de bonnes ou mauvaises déclarations. Il respecte suffisamment les spectateurs pour les laisser avoir leur propre opinion ». En mars de cette année, elle est invitée en tant que conférencière à l’Université Columbia pour un cours sur le terrorisme et l’antiterrorisme durant lequel elle parle notamment de son film, V pour Vendetta.
Le 4 mars 2006, Natalie Portman apparaît dans l’émission Saturday Night Live, présentant l’émission avec le groupe Fall Out Boy et Dennis Haysbert. Dans un sketch de Saturday Night Live, elle est décrite comme une gangsta rappeuse colérique dans le cadre d’une fausse interview avec Chris Parnell, disant qu’elle avait triché à Harvard et qu’elle se droguait au cannabis et à la cocaïne. Toujours en 2006, elle est dans le road movie de Wong Kar-wai, My Blueberry Nights. La qualité de son jeu d’actrice dans le rôle de Leslie a été salué car « pour une fois, elle ne joue pas une enfant abandonnée ou une jeune princesse, mais une femme riche et mûre ».
L'année 2007 est marquée par la sortie de la comédie fantastique familiale Le Merveilleux Magasin de Mr. Magorium avec Dustin Hoffman. Parallèlement, l'actrice fait une apparition dans la 18e saison des Simpsons en tant que voix de la première petite amie de Bart Simpson, Darcy. Elle apparaît également dans le clip vidéo de Paul McCartney, Dance Tonight (en) de son album de 2007, Memory Almost Full, réalisé par Michel Gondry.
Début 2008, elle partage l'affiche du drame historique Deux Sœurs pour un roi avec Scarlett Johansson. Elle y joue Anne Boleyn. Natalie Portman est le plus jeune membre du jury du 61e Festival de Cannes en mai 2008, dont Sean Penn est le président. Elle fait ses débuts en tant que réalisatrice avec un premier court-métrage, Eve, présenté à la 65e Mostra de Venise, où il est plutôt bien accueilli.
Après Paris, je t’aime, un film composé de onze courts-métrages se déroulant dans la capitale française et qui est sorti en 2006, elle participe à New York, I Love You pour lequel elle réalise un court-métrage et tourne dans un autre.
En 2009, l'actrice tourne avec Michelle Williams dans Greed une fausse publicité réalisée par Roman Polanski. Le 4 décembre 2009 aux États-Unis et le 3 février 2010 en France sort le drame Brothers, de Jim Sheridan, dont elle partage l'affiche avec Tobey Maguire et Jake Gyllenhaal. L'actrice y interprète Grace Cahill, la femme d’un soldat envoyé en Afghanistan dont elle apprend la mort au combat. Natalie Portman reçoit globalement de bonnes critiques pour sa prestation dans le film ; le critique américain James Berardinelli dit ainsi : « Dans Brothers, elle retrouve la cohérence et la capacité à habiter un personnage qui ont accompagné ses meilleures performances. » Selon le magazine Newsweek : « Portman a certaines des scènes les plus difficiles et il s’agit de sa performance la plus accomplie depuis Closer. »
Elle est la tête d'affiche du drame indépendant Un hiver à Central Park, qui est présenté au Festival international du film de Toronto de 2009. Elle joue dans un autre film : Hesher de Spencer Susser, dont le tournage s’effectue de mai à juin 2009 à Los Angeles et dont elle est aussi productrice par sa compagnie de production Handsomecharlie Films,.

#### Consécration (2011-2013)

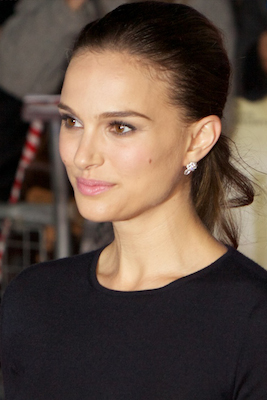
L'actrice à l'avant-première de Thor : Le Monde des ténèbres, en octobre 2013.

L'actrice incarne l'héroïne dans le thriller psychologique Black Swan, réalisé par Darren Aronofsky. Ses partenaires sont Mila Kunis, Vincent Cassel et Winona Ryder. Le récit, qui se déroule dans l’univers du ballet, sort en France le 9 février 2011. Le film a fait l’ouverture de la Mostra de Venise le 1er septembre 2010 et sort aux États-Unis le 3 décembre de la même année. Elle obtient pour son rôle de Nina des avis élogieux de la part de la quasi-totalité des critiques et gagne plus de vingt récompenses, dont l’Oscar de la meilleure actrice, le Golden Globe de la meilleure actrice, le Screen Actors Guild Award de la meilleure actrice et le British Academy Film Award de la meilleure actrice,. Selon Romain Le Vern de Dvdrama, Natalie Portman est « un miracle […], possédée et maîtresse d’un corps en pleine mutation » ; pour James Berardinelli, le rôle de Nina demande « une grande étendue et une profondeur émotionnelle et Natalie Portman ne fait aucune erreur ».
Alors que ce film la consacre comme une actrice de premier plan, sortent successivement plusieurs projets reçus tièdement par la critique : tout d'abord la comédie romantique Sex Friends, réalisée par Ivan Reitman. Puis le 8 avril 2011 c'est la comédie médiévale Votre Majesté dans lequel elle tient le rôle d’une princesse guerrière qui sort aux États-Unis ; il s’agit de son premier rôle dans une véritable comédie. Les critiques professionnelles anglo-saxonnes sont plutôt négatives avec une moyenne de 31⁄100 sur le site Metacritic et les spectateurs lui donnent une moyenne de 5,6⁄10 sur le site Internet Movie Database.
La même année sort enfin le blockbuster Thor, une adaptation du personnage de Thor appartenant à l’univers de Marvel Comics, réalisée par Kenneth Branagh et avec Chris Hemsworth, Samuel L. Jackson, Anthony Hopkins. L'actrice a accepté d'incarner la scientifique Jane Foster, intérêt amoureux du héros, en juillet 2009,. Ce long-métrage est aussi le premier film de Natalie Portman à être présenté en 3D ; celle-ci ayant été réalisée lors de la post-production du film.
Deux ans plus tard, sort la suite Thor : Le Monde des ténèbres, cette fois réalisée par Alan Taylor. Portman a milité en coulisses pour le recrutement de Patty Jenkins, et souhaite donc quitter le projet à la suite du départ de la cinéaste pour désaccords créatifs. Mais elle est contractuellement liée au film.

#### Réalisation et cinéma d'auteur (depuis 2014)

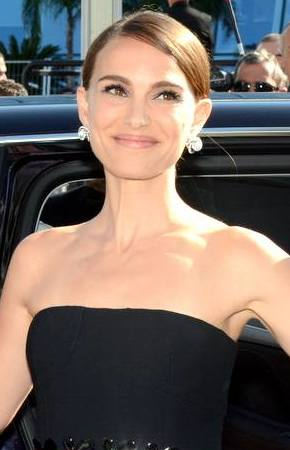
L'actrice pour la présentation de son premier film comme réalisatrice, A Tale of Love and Darkness, au Festival de Cannes 2015.

En 2014, elle dévoile son premier long-métrage en tant que scénariste et réalisatrice, A Tale of Love and Darkness, une adaptation du livre à succès d’Amos Oz. Tourné en Israël, le film, dont elle tient également le rôle principal, est sélectionné pour être présenté lors d'une « séance spéciale » lors du Festival de Cannes 2015.
L'année 2016 est marquée par son retour comme actrice en tête d'affiche avec deux projets : elle mène d'abord le western Jane Got a Gun, réalisé par Gavin O'Connor, qui a connu une production difficile, et a été tourné en 2013, reçoit des mauvaises critiques.
En 2017, elle porte aussi le film fantastique Planetarium, coécrit et réalisé par Rebecca Zlotowski. Ses partenaires de jeu sont Lily-Rose Depp et Emmanuel Salinger. Le film est cependant exploité discrètement, les critiques étant catastrophiques.
Durant l'année 2018, elle revient aux seconds rôles pour tourner dans Ma vie avec John F. Donovan, le premier film américain réalisé par l'acclamé cinéaste canadien Xavier Dolan. Par ailleurs, elle porte le thriller de science-fiction horrifique Annihilation, écrit et réalisé par Alex Garland ; les critiques sont plutôt bonnes. La fin de l'année se conclut sur la sortie de la comédie musicale Vox Lux, écrite et réalisée par Brady Corbet. La réception critique est satisfaisante, mais le long-métrage fait un flop commercial.
Absente du film Thor : Ragnarok de Taika Waititi sorti en 2017, elle apparait néanmoins brièvement en 2019 dans le film Avengers: Endgame. Si elle n'a pas participé au tournage, ses scènes étant des scènes inutilisées, les frères Russo lui ont tout de même demandé de prêter sa voix au personnage. En juillet 2019 durant l'annuel San Diego Comic-Con, elle confirme définitivement son retour dans la franchise via le film Thor: Love and Thunder avec le réalisateur néo-zélandais qui reprend son poste derrière la caméra. Il est annoncé que son personnage deviendrait la nouvelle Thor, idée introduite dans les comics en 2014. Afin d'être l'égal de son personnage dans les comics, elle suit notamment un entrainement de dix mois. Le film étant annoncé pour juillet 2022, elle reprend entre-temps le personnage sous une autre forme. Ainsi, en 2021, elle prête sa voix pour les besoins de la série d'animation What If...? qui dépeint des versions divergentes des personnages du MCU.
Lors du Festival du cinéma américain de Deauville 2023, elle y reçoit un Deauville Talent Award pour sa carrière artistique.

### Vie privée

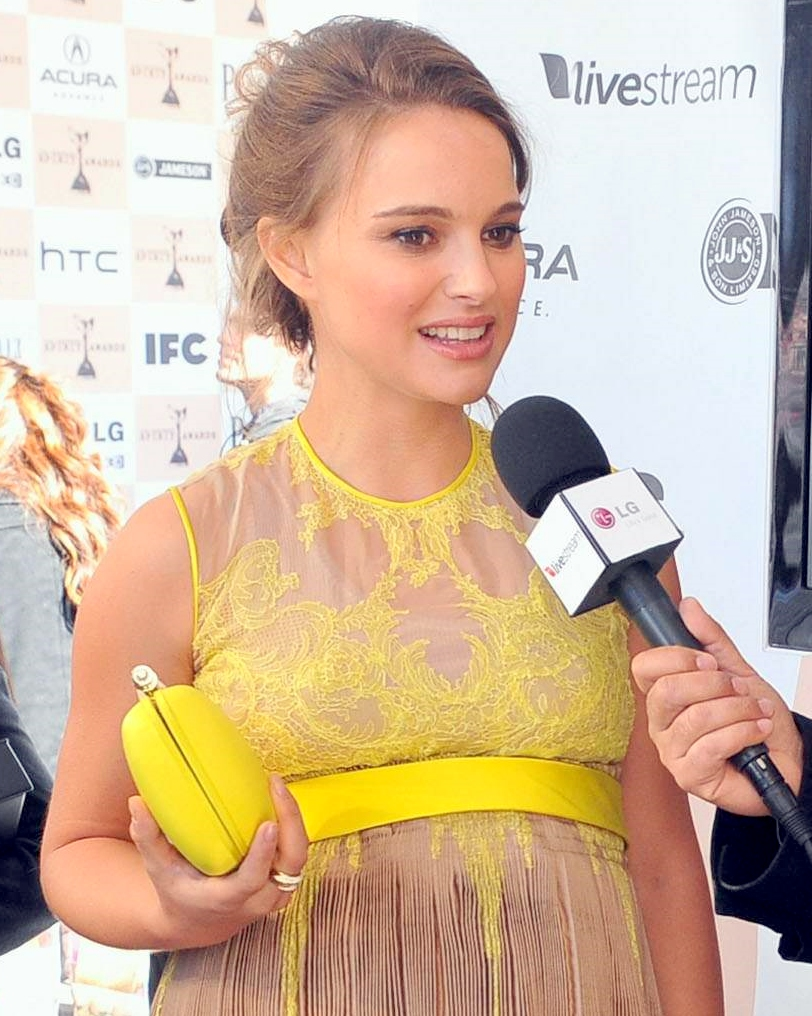
Natalie Portman lors de la cérémonie du Film Independent’s Spirit Awards 2011.

Natalie Portman entretient une relation sentimentale de 2003 à 2004 avec l'acteur mexicain Gael García Bernal. En 2006, elle est en couple avec l'acteur américain Jake Gyllenhaal, en 2007 avec le mannequin américain Nathan Bogle puis avec le chanteur américain Devendra Banhart.
Natalie Portman et le danseur français Benjamin Millepied se rencontrent en 2010 lors du tournage du film Black Swan, pour lequel il est chorégraphe. Ils deviennent parents d'un garçon prénommé Aleph, né le 14 ou le 15 juin 2011. Ils se marient le 4 août 2012 sur la côte de Big Sur en Californie. En octobre 2014, le couple s'installe à Paris, où Millepied est nommé directeur de la danse en tête du ballet de l'Opéra. Le 22 février 2017, Natalie Portman donne naissance à leur second enfant, une fille prénommée Amalia. Ils divorcent en février 2024.

## Travail d'actrice
Natalie Portman donne ainsi son sentiment sur le métier d’acteur :

« Notre travail en tant qu’acteurs est l’empathie. Notre travail est d’imaginer comment est la vie d’une autre personne ; et si tu ne peux pas faire ça dans la vraie vie, si tu ne peux pas faire ça en tant qu’être humain, alors bonne chance en tant qu’acteur. »

Natalie Portman n’a jamais pris de cours de comédie et se décrit comme une actrice à l’opposée de la Méthode ; elle explique avoir besoin de sortir de son personnage dès la fin du tournage d’une scène et fait la séparation entre la psychologie de son personnage et sa vie personnelle, au contraire d’acteurs formés à l’Actors Studio, tels que James Dean, qui restent imprégnés de leur personnage une fois le tournage terminé. Lors d’une entrevue avec James Lipton pour l’émission L’Actors Studio, elle s’exprime sur sa manière de préparer un rôle :

« J’aime respecter à la fois le travail de préparation et la spontanéité. Ce qui est important c’est de savoir comment se préparer sans détruire sa créativité sur le moment. Je n’ai pas d’exercice spécifique mais il y a certaines choses que je trouve utiles : tenir un carnet de notes, écrire à la façon du personnage… »

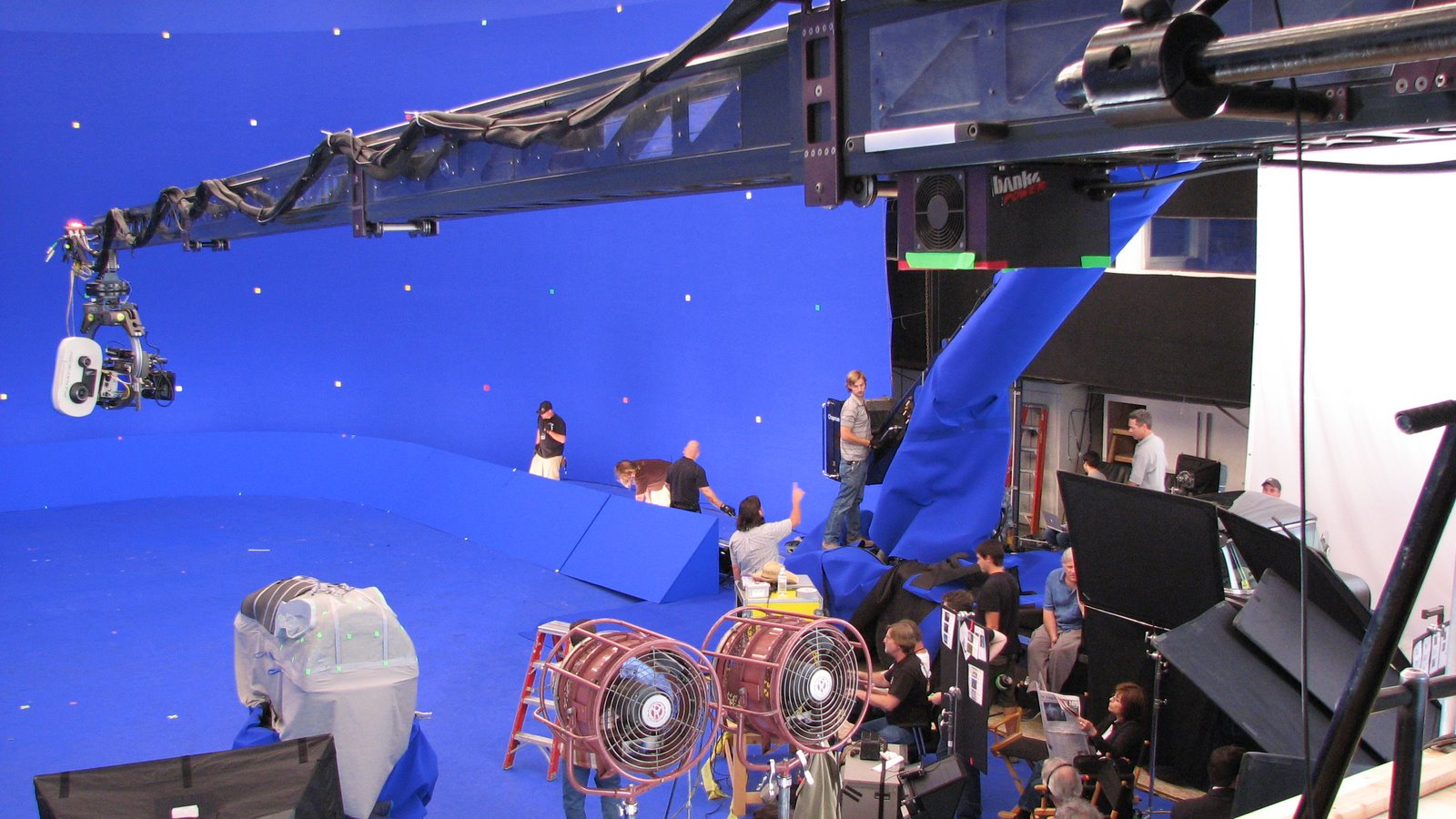
Tourner devant des écrans bleus, notamment pour la prélogie Star Wars, a été éprouvant pour Natalie Portman.

Pour le tournage de la prélogie Star Wars, elle a dû travailler en grande partie devant des écrans bleus, ce qui a représenté un très grand défi pour elle : 

« C’est comme être un enfant, avoir une boîte en carton et dire : ça c’est mon vaisseau spatial et eux ce sont les extraterrestres que moi seul peux voir. Et la moitié du temps tu as l’impression que c’est une blague que tout le monde te fait, parce qu’ils te font te battre avec quelqu’un qui n’est pas là et parler à des gens qui ne sont pas là ; et tu sens qu’ils vont montrer la vidéo à tes amis et dire : Ha ha ! regardez ce qu’on lui a fait faire ! »

## Activités publiques et engagements

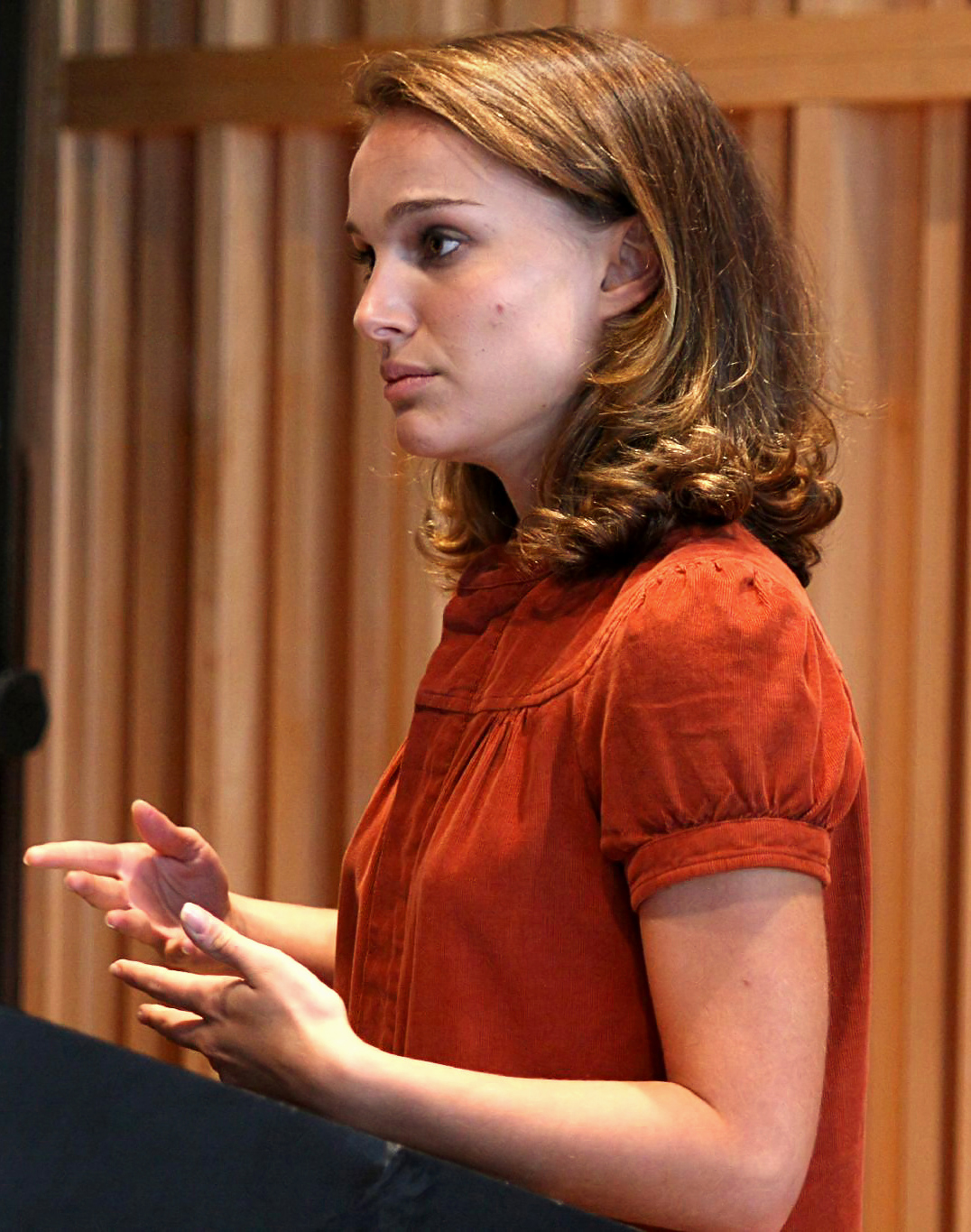
Natalie Portman à l’Université Columbia en 2007 parlant de l’organisation de microfinance Foundation for International Community Assistance.

Natalie Portman est végétarienne depuis l’âge de 8 ans et est passée au végétalisme intégral après avoir lu le livre de Jonathan Safran Foer, Faut-il manger les animaux ?. Elle est redevenue végétarienne durant sa grossesse puis revient au végétalisme et élève ses enfants dans ce sens,,. Elle défend de plus activement les droits des animaux. Elle apparaît aux côtés de l’actrice Elissa Sursara lors d’une conférence de la PETA (People for the Ethical Treatment of Animals) dans le courant de l’année 2009 pour soutenir la campagne anti-cuir du groupe.
En 2004 et 2005, elle voyage en Ouganda, au Guatemala et en Équateur en tant qu’ambassadrice de l’espoir pour la Foundation for International Community Assistance (FINCA), une organisation qui promeut le microcrédit afin de développer les entreprises possédées par des femmes dans les pays en développement. On peut voir Natalie Portman parler de microfinancement dans une interview pendant la série de concerts Live 8 diffusée dans le programme de la PBS Foreign Exchange avec le présentateur Fareed Zakaria. Celui-ci dit qu’il est « généralement prudent avec ces célébrités défendant des causes à la mode », mais que Natalie Portman « connaissait vraiment son affaire ».
En 2007, elle voyage au Rwanda pour tourner un documentaire : Gorillas on the Brink. Toujours en 2007, elle lance sa propre ligne de chaussures véganes. Dans la rubrique « Voices » de l’émission This Week avec George Stephanopoulos en avril 2007, elle parle de son travail avec la FINCA et de la façon dont cela peut être bénéfique pour les femmes et leurs enfants dans les pays du tiers monde. Pendant l’automne 2007, elle se rend dans plusieurs campus universitaires, dont Harvard, l’UCLA, Berkeley, Stanford, Princeton, New York et Columbia pour expliquer aux étudiants l’importance du micro-financement et pour les encourager à rejoindre sa campagne pour aider les familles et les communautés à sortir de la pauvreté.
Elle soutient le candidat démocrate Barack Obama lors de la campagne présidentielle américaine de 2008, après avoir soutenu Hillary Clinton lors des primaires,. Lors de la campagne pour l'élection présidentielle américaine de 2016, elle soutient Hillary Clinton.
Depuis 2011, Natalie Portman devient l'égérie de la maison Christian Dior Couture, et apparaît en particulier dans les publicités pour le parfum Miss Dior,. Le spot publicitaire de 2011 est tourné par Sofia Coppola à Paris, tandis que celui de 2017 est réalisé par Emmanuel Cossu et présente les thèmes de l'amour et de la passion.
Le samedi 20 janvier 2018, Natalie Portman participe à la marche des femmes (en) et fait un discours où elle dénonce le sexisme qu'elle a subi durant les premières années de sa carrière. Elle raconte qu'à la sortie de son premier film, Léon, alors âgée de 13 ans, elle a reçu une première lettre de fan qui s'avérait être un scénario de viol. Elle mentionne également les commentaires déplacés que faisaient les médias à son égard, la sexualisant malgré son âge. Elle explique avoir adapté son comportement en conséquence et s'être construit une réputation de femme « prude » afin que « son corps soit en sécurité, et que sa voix soit écoutée ». Elle dénonce la transformation en objet du corps des femmes, en employant les mots « terrorisme sexuel ».
Le 9 février 2020, lors de la 92e cérémonie des Oscars, Natalie Portman décide de porter une cape Dior sur laquelle est brodée le nom de plusieurs réalisatrices. À travers ce geste, Natalie Portman a souhaité honorer le travail des réalisatrices qui ont été oubliées de la sélection.
En juillet 2020, elle participe financièrement à la création de l'équipe de football féminin Angel City Football Club de Los Angeles.

## Filmographie
Sauf indication contraire, les informations mentionnées dans cette section peuvent être confirmées par les bases de données cinématographiques IMDb et Allociné,  présentes dans la section « Liens externes ».

### Actrice

#### Cinéma
N.B. : Longs métrages uniquement.

##### Années 1990
- 1994 : Léon de Luc Besson : Mathilda Lando
- 1995 : Heat de Michael Mann : Lauren Gustafson
- 1996 : Beautiful Girls de Ted Demme : Marty
- 1996 : Tout le monde dit I love you (Everyone Says I Love You) de Woody Allen : Laura Dandridge
- 1996 : Mars Attacks! de Tim Burton : Taffy Dale
- 1999 : Star Wars, épisode I : La Menace fantôme (Star Wars Episode I: The Phantom Menace) de George Lucas : Reine Padmé Amidala
- 1999 : Ma mère, moi et ma mère (Anywhere but Here) de Wayne Wang : Ann August

##### Années 2000
- 2000 : Où le cœur nous mène (Where the Heart Is) de Matt Williams : Novalee Nation
- 2001 : Zoolander de Ben Stiller : Elle-même
- 2002 : Star Wars, épisode II : L'Attaque des clones (Star Wars Episode II: Attack of the Clones) de George Lucas : Sénatrice Padmé Amidala
- 2003 : Retour à Cold Mountain (Cold Mountain) de Anthony Minghella : Sara
- 2004 : Garden State de Zach Braff : Samantha (« Sam »)
- 2004 : Closer, entre adultes consentants (Closer) de Mike Nichols : Alice Ayres / Jane Jones
- 2005 : Domino One de Nick Louvel : Dominique Bellamy
- 2005 : Star Wars, épisode III : La Revanche des Sith (Star Wars Episode III: Revenge of the Sith) de George Lucas : Padmé Amidala
- 2005 : Free Zone de Amos Gitaï : Rebecca
- 2006 : V pour Vendetta (V for Vendetta) de James McTeigue : Evey Hammond
- 2006 : Paris, je t'aime (film à sketches), 10e arrondissement (faubourg Saint-Denis), segment de Tom Tykwer : Francine
- 2006 : Les Fantômes de Goya (Goya's Ghosts) de Miloš Forman : Inés Bilbatúa / Alicia
- 2007 : My Blueberry Nights de Wong Kar-wai : Leslie
- 2007 : À bord du Darjeeling Limited (The Darjeeling Limited) de Wes Anderson : l'ex-petite amie de Jack
- 2007 : Le Merveilleux Magasin de Mr. Magorium (Mr. Magorium's Wonder Emporium) de Zach Helm : Molly Mahoney
- 2008 : Deux Sœurs pour un roi (The Other Boleyn Girl) de Justin Chadwick : Anne Boleyn
- 2009 : New York, I Love You (film à sketches), segment de Mira Nair : Rifka Malone
- 2009 : Un hiver à Central Park (The Other Woman) de Don Roos : Emilia Greenleaf
- 2009 : Brothers de Jim Sheridan : Grace Cahill

##### Années 2010
- 2010 : Hesher de Spencer Susser : Nicole
- 2010 : Black Swan de Darren Aronofsky : Nina Sayers
- 2011 : Sex Friends (No Strings Attached) de Ivan Reitman : Dr Emma K. Kurtzman
- 2011 : Thor de Kenneth Branagh : Jane Foster
- 2011 : Votre Majesté (Your Highness) de David Gordon Green : Isabelle
- 2013 : Thor : Le Monde des ténèbres (Thor: The Dark World) de Alan Taylor : Jane Foster
- 2015 : Knight of Cups de Terrence Malick : Elizabeth
- 2015 : Une histoire d'amour et de ténèbres (A Tale of Love and Darkness) d'elle-même : Fania Oz
- 2016 : Jane Got a Gun de Gavin O'Connor : Jane Hammond
- 2016 : Planetarium de Rebecca Zlotowski : Laura Barlow
- 2016 : Jackie de Pablo Larraín : Jacqueline « Jackie » Kennedy
- 2017 : Song to Song de Terrence Malick : Rhonda
- 2018 : Annihilation de Alex Garland : Lena
- 2018 : Ma vie avec John F. Donovan (The Death and Life of John F. Donovan) de Xavier Dolan : Sam Turner
- 2018 : Vox Lux de Brady Corbet : Celeste
- 2019 : Avengers: Endgame d'Anthony et Joe Russo : Jane Foster (scène coupée de Thor : Le Monde des ténèbres)
- 2019 : Lucy in the Sky de Noah Hawley : Lucy Cola

##### Années 2020
- 2022 : Thor: Love and Thunder de Taika Waititi : Jane Foster / Mighty Thor
- 2023 : May December de Todd Haynes : Elizabeth Berry
- 2025 : Fountain of Youth de Guy Ritchie : Charlotte Purdue
- 2025 : The Gallerist de Cathy Yan

#### Courts métrages
- 1994 : Developing de Marya Cohn : Nina
- 2004 : True de Tom Tykwer : Francine - court métrage par la suite inclus dans le film à sketches Paris, je t'aime
- 2006 : Natalie's Rap (sketch du trio The Lonely Island) d'Akiva Schaffer : elle-même
- 2007 : Hôtel Chevalier (Hotel Chevalier) de Wes Anderson : l'ex-petite amie de Jack
- 2013 : Illusions and Mirrors (en) de Shirin Neshat : la jeune femme
- 2018 : Natalie's Rap 2.0 (sketch du trio The Lonely Island) : elle-même

#### Télévision
- 2017 : Angie Tribeca : Christina Craft (saison 3, épisode 5 "This Sounds Unbelievable, But CSI: Miami Did It")
- 2022 : Obi-Wan Kenobi : Padmé Amidala (images d'archives de Star Wars, épisode III : La Revanche des Sith)
- 2024 : La Voix du lac (Lady in the Lake) : Maddie Schwartz

#### Voix
- 2004 : 1, rue Sésame (émission de jeunesse), saison 35, épisode 4 : Natalie
- 2007 : Les Simpson (série d'animation), saison 18, épisode 12 Little Big Lisa (Little Big Girl) : Darcy
- 2012 : Les Simpson (série d'animation), saison 24, épisode 1 À la recherche de l'ex (Moonshine River) : Darcy
- 2021 : What If...? (série d'animation), saison 1, épisode 7 : Jane Foster

#### Clips
- 2007 : Dance Tonight (en) de Paul McCartney, réalisé par Michel Gondry
- 2017 : My Willing Heart de James Blake, réalisé par Anna Rose Holmer (en)

#### Publicités
- 2011 : Miss Dior, réalisé par Sofia Coppola
- 2013 : Miss Dior - Blooming Bouquet, réalisé par Sofia Coppola
- 2015 : Miss Dior - Chérie, réalisé par Anton Corbijn
- 2017 : Miss Dior - What Would You Do for Love?, réalisé par Emmanuel Cossu
- 2021 : Miss Dior - Wake up for Love, réalisé par Emmanuel Cossu

### Productrice
- 2009 : Un hiver à Central Park (The Other Woman) de Don Roos
- 2010 : Hesher de Spencer Susser
- 2011 : Sex Friends (No Strings Attached) de Ivan Reitman
- 2012 : Scruples série télévisée de Michael Sucsy
- 2015 : Une histoire d'amour et de ténèbres (A Tale of Love and Darkness) d'elle-même
- 2016 : Jane Got a Gun de Gavin O'Connor
- 2016 : Orgueil et Préjugés et Zombies (Pride and Prejudice and Zombies) de Burr Steers

### Réalisatrice
- 2008 : New York, I Love You (huitième segment)
- 2008 : Eve (court-métrage)
- 2015 : Une histoire d'amour et de ténèbres (A Tale of Love and Darkness)

## Distinctions

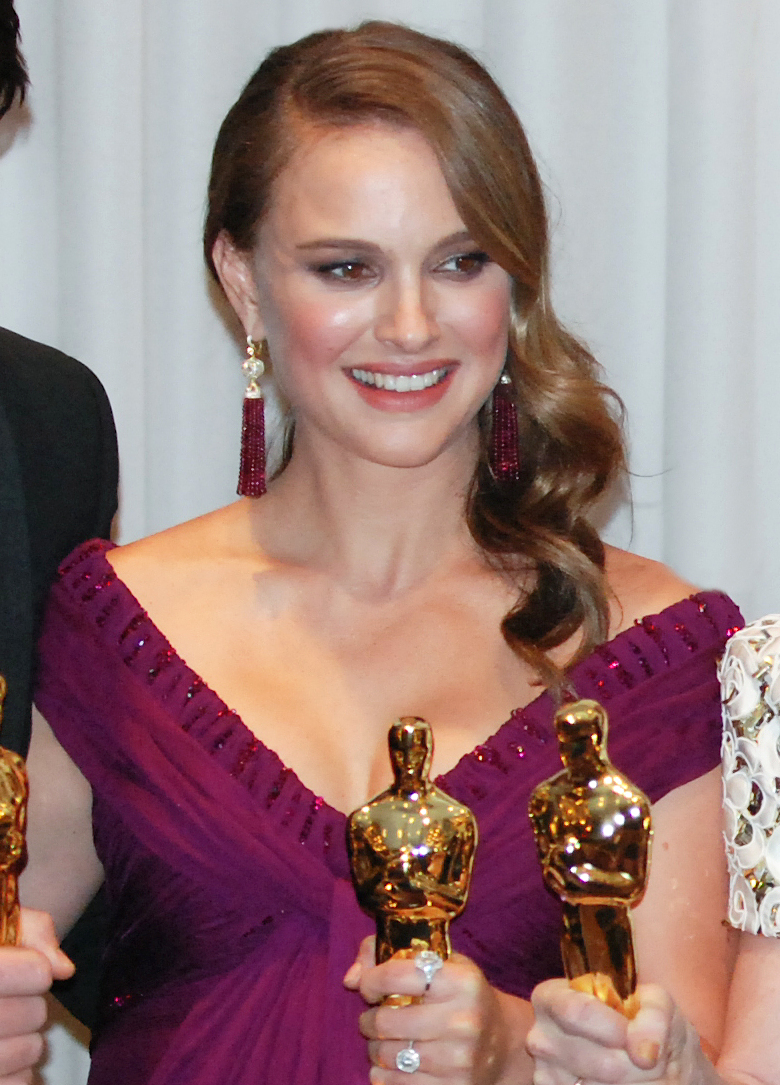
L'actrice en 2011 à la des Oscars.

Au cours de sa carrière, Natalie Portman a reçu plusieurs récompenses et a été nommée pour de nombreuses autres. Ces récompenses incluent un Golden Globe de la meilleure actrice dans un second rôle pour le rôle d’Alice dans Closer ainsi qu’un Saturn Award de la meilleure actrice pour le rôle d’Evey Hammond dans V pour Vendetta. Son rôle dans Closer, entre adultes consentants lui a également valu une nomination pour l’Oscar de la meilleure actrice dans un second rôle, mais elle n’a pas obtenu la récompense, qui est revenue à Cate Blanchett pour son rôle dans Aviator. Les Gotham Independent Film Awards lui ont décerné en 2009 une récompense pour l’ensemble de sa carrière. En 2010, son rôle de Nina dans Black Swan est loué quasiment unanimement par les critiques et elle obtient au total vingt-deux récompenses dont quatre récompenses majeures que sont le Golden Globe de la meilleure actrice dans un film dramatique, le Screen Actors Guild Award de la meilleure actrice, le British Academy Film Award de la meilleure actrice et l’Oscar de la meilleure actrice.

### Récompenses
| Année | Cérémonie ou récompense                           | Prix                                         | Film                                         |
| ----- | ------------------------------------------------- | -------------------------------------------- | -------------------------------------------- |
| 2000  | YoungStar Award                                   | Meilleure jeune actrice dans une comédie     | Où le cœur nous mène                         |
| 2002  | Teen Choice Awards                                | Meilleure actrice, drame – action – aventure | Star Wars, épisode II : L’Attaque des clones |
| 2004  | San Diego Film Critics Society                    | Meilleure actrice dans un second rôle        | Closer, entre adultes consentants            |
| 2004  | National Board of Review                          | Meilleur ensemble d’acteurs                  | Closer, entre adultes consentants            |
| 2005  | Golden Globes                                     | Meilleure actrice dans un second rôle        | Closer, entre adultes consentants            |
| 2007  | Saturn Awards                                     | Meilleure actrice                            | V pour Vendetta                              |
| 2009  | Gotham Independent Film Awards                    | Récompense pour l’ensemble de sa carrière    |                                              |
| 2010  | Boston Society of Film Critics                    | Meilleure actrice                            | Black Swan                                   |
| 2010  | Southeastern Film Critics Association             | Meilleure actrice                            | Black Swan                                   |
| 2010  | Indiana Film Journalists Association              | Meilleure actrice                            | Black Swan                                   |
| 2010  | New York Film Critics Online                      | Meilleure actrice                            | Black Swan                                   |
| 2010  | Las Vegas Film Critics Society                    | Meilleure actrice                            | Black Swan                                   |
| 2010  | Dallas-Fort Worth Film Critics Association Awards | Meilleure actrice                            | Black Swan                                   |
| 2010  | Houston Film Critics Society                      | Meilleure actrice                            | Black Swan                                   |
| 2010  | Florida Film Critics Circle                       | Meilleure actrice                            | Black Swan                                   |
| 2010  | St. Louis Film Critics Association                | Meilleure actrice                            | Black Swan                                   |
| 2010  | Chicago Film Critics Association                  | Meilleure actrice                            | Black Swan                                   |
| 2010  | Austin Film Critics Association                   | Meilleure actrice                            | Black Swan                                   |
| 2010  | Oklahoma Film Critics Circle                      | Meilleure actrice                            | Black Swan                                   |
| 2010  | Utah Film Critics Association                     | Meilleure actrice                            | Black Swan                                   |
| 2011  | Kansas City Film Critics Circle                   | Meilleure actrice                            | Black Swan                                   |
| 2011  | Online Film Critics Society                       | Meilleure actrice                            | Black Swan                                   |
| 2011  | Golden Globes                                     | Meilleure actrice dans un film dramatique    | Black Swan                                   |
| 2011  | Central Ohio Film Critics Association Awards      | Meilleure actrice                            | Black Swan                                   |
| 2011  | Denver Film Critics Society Awards                | Meilleure actrice                            | Black Swan                                   |
| 2011  | Screen Actors Guild Awards                        | Meilleure actrice dans un premier rôle       | Black Swan                                   |
| 2011  | British Academy Film and Television Arts Awards   | Meilleure actrice dans un rôle principal     | Black Swan                                   |
| 2011  | Film Independent's Spirit Awards                  | Meilleure actrice                            | Black Swan                                   |
| 2011  | Oscar                                             | Oscar de la meilleure actrice                | Black Swan                                   |
| 2011  | Saturn Awards                                     | Meilleure actrice                            | Black Swan                                   |
| 2012  | International Online Film Critics' Poll           | Meilleure actrice                            | Black Swan                                   |
| 2016  | Festival du film de Hollywood                     | Meilleure actrice                            | Jackie                                       |
| 2024  | Festival du cinéma américain de Deauville 2024    | Deauville Talent Award                       | L'ensemble de son œuvre                      |

### Nominations
| Année | Cérémonie ou récompense                     | Prix                                              | Film                                          |
| ----- | ------------------------------------------- | ------------------------------------------------- | --------------------------------------------- |
| 2000  | Saturn Awards                               | Meilleur jeune acteur ou actrice                  | Star Wars, épisode I : La Menace fantôme      |
| 2000  | Blockbuster Entertainment Awards            | Actrice préférée – Action                         | Star Wars, épisode I : La Menace fantôme      |
| 2000  | Golden Globe                                | Meilleure actrice dans un second rôle             | Ma mère, moi et ma mère                       |
| 2000  | Young Artist Awards                         | Meilleure actrice                                 | Ma mère, moi et ma mère                       |
| 2000  | Teen Choice Awards                          | Actrice préférée                                  | Où le cœur nous mène                          |
| 2001  | Young Artist Awards                         | Meilleure actrice                                 | Où le cœur nous mène                          |
| 2002  | Teen Choice Awards                          | Meilleure alchimie                                | Star Wars, épisode II : L’Attaque des clones  |
| 2003  | Saturn Awards                               | Meilleure actrice                                 | Star Wars, épisode II : L’Attaque des clones  |
| 2005  | Oscars du cinéma                            | Meilleure actrice dans un second rôle             | Closer, entre adultes consentants             |
| 2005  | BAFTA Award                                 | Meilleure actrice dans un rôle secondaire         | Closer, entre adultes consentants             |
| 2005  | Critics' Choice Movie Awards                | Meilleur casting                                  | Closer, entre adultes consentants             |
| 2005  | Critics' Choice Movie Awards                | Meilleure actrice dans un second rôle             | Closer, entre adultes consentants             |
| 2005  | London Film Critics Circle                  | Actrice de l’année                                | Closer, entre adultes consentants             |
| 2005  | Online Film Critics Society                 | Meilleure actrice dans un second rôle             | Closer, entre adultes consentants             |
| 2005  | Satellite Awards                            | Meilleure actrice dans un second rôle, drame      | Closer, entre adultes consentants             |
| 2005  | People's Choice Awards                      | Meilleure actrice                                 | Garden State                                  |
| 2005  | MTV Movie & TV Awards                       | Meilleure actrice                                 | Garden State                                  |
| 2005  | MTV Movie & TV Awards                       | Meilleur baiser                                   | Garden State                                  |
| 2005  | Satellite Awards                            | Meilleure actrice, comédie ou comédie musicale    | Garden State                                  |
| 2005  | Teen Choice Awards                          | Menteuse préférée                                 | Garden State                                  |
| 2005  | Teen Choice Awards                          | Meilleur baiser                                   | Garden State                                  |
| 2005  | Teen Choice Awards                          | Meilleure scène romantique                        | Garden State                                  |
| 2005  | Teen Choice Awards                          | Meilleure actrice, drame                          | Garden State                                  |
| 2005  | Teen Choice Awards                          | Meilleure actrice, action – aventure – thriller   | Star Wars, épisode III : La Revanche des Sith |
| 2006  | Saturn Awards                               | Meilleure actrice                                 | Star Wars, épisode III : La Revanche des Sith |
| 2006  | Teen Choice Awards                          | Meilleure actrice, drame – action – aventure      | V pour Vendetta                               |
| 2009  | Chicago Film Critics Association            | Meilleure actrice dans un second rôle             | Brothers                                      |
| 2010  | Saturn Awards                               | Meilleure actrice                                 | Brothers                                      |
| 2010  | Washington DC Area Film Critics Association | Meilleure actrice                                 | Black Swan                                    |
| 2010  | New York Film Critics Circle                | Meilleure actrice                                 | Black Swan                                    |
| 2010  | Satellite Awards                            | Meilleure actrice, drame                          | Black Swan                                    |
| 2015  | Caméra d'or                                 | Meilleur premier film                             | Une histoire d'amour et de ténèbres           |
| 2017  | Oscars du cinéma                            | Meilleure actrice                                 | Jackie                                        |
| 2017  | Golden Globes                               | Meilleure actrice dans un film dramatique         | Jackie                                        |
| 2017  | British Academy of Film and Television Arts | Meilleure actrice                                 | Jackie                                        |
| 2017  | Film Independent's Spirit Awards            | Meilleure actrice                                 | Jackie                                        |
| 2024  | Golden Globes                               | Meilleure actrice dans un film musical ou comédie | May December                                  |

### Honneurs
- 2018 : Prix Genesis, qui récompense « les êtres humains exceptionnels qui représentent les valeurs juives dans leurs contributions au bien de l'humanité »[104]. Les organisateurs annoncent cependant le 19 avril 2018 que la cérémonie pour la remise du Prix Genesis est annulée à la suite du refus de Natalie Portman de se rendre en Israël[105]. Selon la Genesis Prize Foundation, qui cite le représentant de Natalie Portman, « de récents événements survenus en Israël sont extrêmement pénibles pour [Natalie Portman], et elle ne se sent pas à l'aise à l'idée de participer à un quelconque événement public » dans ce pays. La ministre israélienne de la Culture Miri Regev, citée par le journal Haaretz, estime qu'elle a cédé aux arguments pro-palestiniens du mouvement Boycott, désinvestissement et sanctions (BDS)[106],[107].

## Voix francophones
En version française, Sylvie Jacob est la voix régulière de Natalie Portman depuis 1999 et le début de la prélogie Star Wars, la retrouvant dans V pour Vendetta, Black Swan, l'univers cinématographique Marvel ou encore Lucy in the Sky,. Parmi ses autres voix, il y a eu Ludivine Sagnier qui l'a doublée, pour son premier rôle, dans Léon, Alexandra Garijo dans Mars Attacks!, Laëtitia Godès dans Où le cœur nous mène, Barbara Beretta dans Les Fantômes de Goya ainsi que Céline Mauge à deux reprises (dans Deux Sœurs pour un roi et Brothers), Mélodie Orru dans Jackie et Séverine Cayron dans May December.
Au Québec, Aline Pinsonneault est la voix la plus régulière de l'actrice (notamment dans Star Wars, Black Swan, Thor et Deux Sœurs pour un roi). Camille Cyr-Desmarais l'a également doublée dans quelques films, dont V pour Vendetta et Mars attaque !.
- Versions françaises :
  - Sylvie Jacob :  Star Wars, V pour Vendetta, Black Swan, les films Thor, etc.

- Versions québécoises :
  - Aline Pinsonneault : prélogie Star Wars, Black Swan, les films Thor, Deux Sœurs pour un roi, etc.
  - Camille Cyr-Desmarais : V pour Vendetta, Mars attaque !, etc.